# Pseudo-Alexander
Der falsche Alexander war ein jüdischer Sklave aus Sidon, der sich einige Zeit nach der Hinrichtung des echten Alexanders († 7 v. Chr.) – Sohn des Herodes I. und der hasmonäischen Prinzessin Mariamne I. – durch dessen Vater als ebendieser Alexander ausgab. Der wahre Name des Hochstaplers ist unbekannt. Es gelang ihm jedenfalls rasch, Anhänger in den jüdischen Diasporagemeinden des Reiches zu gewinnen, bevor er schließlich in Rom entlarvt und bestraft wurde. Die Episode wird in den beiden Hauptwerken des jüdischen Historikers Flavius Josephus überliefert, wobei stellenweise Unterschiede in der Darstellung im bellum Iudaicum (ca. 75 n. Chr.) und den antiquitates Iudaicae (93 oder 94 n. Chr.) bestehen, was wiederum gewisse Einblicke in die historiographische Arbeitsweise des Josephus gewährt.

## Leben des falschen Alexander

### Wirken als Betrüger bis zur Ankunft in Rom
Der Name des Hochstaplers ist nicht überliefert. Er war jedenfalls ein Sklave jüdischer Herkunft aus dem Haushalt eines römischen Freigelassenen in Sidon. Auffällig war seine äußerliche Ähnlichkeit mit Alexander, dem Sohn des Herodes und der hasmonäischen Prinzessin Mariamne. Jener Alexander galt als talentiert und populär und war ursprünglich gemeinsam mit seinem Bruder Aristobulos als Thronfolger vorgesehen. Es kam jedoch zu innerdynastischen Spannungen, die darin gipfelten, dass Herodes die beiden im Jahr 7 v. Chr. unter dem Vorwurf der Verschwörung zu Sebaste erdrosseln ließ. Diese ausgesprochene Ähnlichkeit nutzte der Sklave, um sich öffentlich als der beliebte Prinz auszugeben. Die Täuschung wurde durch einen zweiten Juden organisiert und unterstützt, der mit den politischen Verhältnissen am Hofe bestens vertraut war und in den nachfolgenden Ereignissen als Hintermann agierte. Gemeinsam verbreiteten sie die Geschichte, dass Alexander und sein Bruder Aristobulos durch das Erbarmen ihrer Henker den Fängen des Herodes entkommen und andere, ihnen ähnlich sehende Männer an ihrer Stelle getötet worden seien.
Die Erzählung fand unter den jüdischen Diasporagemeinden im östlichen Mittelmeerraum schnell großen Anklang. Auf Kreta und später auch auf Melos gelang es dem Betrüger, eine große Gefolgschaft um sich zu scharen und sich durch Geld- und Sachspenden ein Leben in königlichem Luxus zu ermöglichen. Von den Meliern ließ er sich sogar in einer Sänfte herumtragen, wobei diese offenbar hofften, dass er im Falle der Rückgewinnung des Erbes seines Vaters ihre Gaben und Taten nicht vergessen und ihnen ihre Mühen vielfach vergelten würde. Mit einem auf Kosten der Melier gestellten Hofstaat und in der schon erwähnten Sänfte getragen, zog er schließlich über Dikaiarcheia nach Rom. Auch in diesen Städten ließ sich eine große Zahl von Juden von seiner Darstellung täuschen und empfing ihn begeistert. Sogar ehemalige Vertraute des Herodes, die den echten Alexander persönlich gekannt hatten, erklärten unter Eid, es könne sich nur um ihn handeln.

### Entlarvung
In der Darstellung der Entlarvung des falschen Alexanders zeigen sich in den Passagen erstmals klare Widersprüche zwischen dem bellum Judaicum und den antiquitates Judaicae. Die folgende Gegenüberstellung beider Passagen macht sichtbar, dass Josephus historische Ereignisse in nicht unerheblichem Maße literarisch überarbeitet und überformt und an unterschiedliche erzählerische Zielsetzungen angepasst hat.

#### Darstellung imbellum Iudaicum
In Rom wurde nun auch der römische Princeps Augustus auf die Aktivitäten des Hochstaplers aufmerksam. Josephus berichtet, dass Augustus, der den echten Alexander persönlich gekannt und auch dessen Hinrichtung abgesegnet hatte, von Anfang an erhebliche Zweifel an der behaupteten Identität des Betrügers gehegt habe. Josephus stellt die Skepsis des Kaisers als Ausdruck politischer Klugheit dar und kontrastiert sie mit der Leichtgläubigkeit jüdischer Gruppen, die dem Betrüger zu schnell vertrauten. Damit artikuliert er implizit eine Loyalitätsbekundung gegenüber seinem römischen Patron Vespasian und übt zugleich subtile Kritik an der Urteilsfähigkeit jener seiner Landsleute, die auf den Hochstapler hereingefallen waren.
Gleichwohl ließ Augustus, wie Josephus weiter ausführt, eine offizielle Untersuchung einleiten und beauftragte damit seinen Vertrauten Celadus, der den echten Alexander ebenfalls aus dessen Aufenthalt in Rom gekannt habe. Celadus soll den Schwindel sofort durchschaut haben, da der physische Habitus des Mannes – offenbar von robuster, kräftiger Statur – mit der erhabenen Erscheinung eines echten Prinzen unvereinbar gewesen sei und vielmehr auf eine Sklavenabkunft hingedeutet habe. Auch seine Gesichtszüge wichen nun doch merklich von denen des echten Alexander ab. Celadus, so Josephus, stellte den Mann daraufhin zur Rede und bot ihm, im Auftrag des Kaisers, eine Strafmilderung an, sofern er seine Hintermänner benenne. Der Betrüger, der zuvor mit seiner Täuschung beeindruckende Souveränität demonstriert hatte, willigte daraufhin überraschend schnell ein; dies könnte Josephus später dazu veranlasst haben, seine Darstellung zu überarbeiten. Vor den Kaiser geführt, gestand der Hochstapler ohne Umschweife, dass ein Komplize ihn zur Täuschung angestiftet hatte, um aus seiner äußerlichen Ähnlichkeit mit dem echten Alexander finanziellen Profit zu schlagen. 
Dabei prahlte er, so Josephus, damit, auf seiner Reise in jeder Stadt so zahlreiche und kostbare Geschenke empfangen zu haben, wie sie dem echten Alexander zu dessen Lebzeiten niemals zuteilgeworden seien. Augustus, der angesichts dieser unverhohlenen Dreistigkeit eher Belustigung denn Zorn empfand, ließ den Betrüger, angesichts seiner kräftigen Statur, unter die Ruderer senden, den Hintermann aber zum Tode verurteilen; die getäuschten Juden von Melos erlitten lediglich den Verlust jener Geldbeträge, die sie dem vermeintlichen Prinzen in gutgläubiger Naivität überlassen hatten. Soweit die Darstellung der Ereignisse im bellum Iudaicum.

#### Darstellung in denantiquitates Iudaicae
In den antiquitates Iudaicae greift Josephus die Episode erneut auf, überarbeitet sie jedoch stellenweise deutlich. Hier entwirft Josephus ein finales Szenario, das sich durch größere erzählerische Raffinesse und Plausibilität vom entsprechenden Bericht im bellum Iudaicum unterscheidet. Wie bereits im bellum, so wird auch hier der römische Freigelassene Celadus vom Kaiser beauftragt, mit dem mutmaßlichen Herodessohn in Kontakt zu treten. Allerdings zeigt sich Celadus in dieser Variante unschlüssig: Er vermag nicht mit Gewissheit zu entscheiden, ob es sich bei dem Mann um den wahren Alexander oder einen Betrüger handelt. Die Angelegenheit wird daher dem Kaiser selbst vorgelegt. In der Darstellung des Josephus ist es nun nicht Celadus, sondern der Princeps persönlich, der – ausgestattet mit unfehlbarem Urteilsvermögen – erkennt, dass der junge Mann in Habitus und Verhalten nicht dem entspricht, was man von einem Sohn des Herodes erwarten würde.
Zur Überprüfung der Identität stellt Augustus dem angeblichen Alexander eine gezielte Kontrollfrage: Er erkundigt sich nach dem Verbleib von dessen jüngerem Bruder Aristobulos. In der nun vorgebrachten Erklärung heißt es, dieser sei auf Zypern zurückgelassen worden – aus Vorsicht gegenüber den Gefahren einer Seereise, um im Fall eines Unglücks das Geschlecht Mariamnes wenigstens durch einen Nachkommen zu bewahren. Dabei erkennt der Princeps eine auffällige, in der Wortwahl präzise abgestimmte Gleichartigkeit zwischen den Aussagen des Jünglings und jenen seines Lehrmeisters, der dem Verhör ebenfalls beiwohnt. Augustus nimmt den Hochstapler daraufhin beiseite und setzt ihn durch die Drohung mit dem Tode unter Zugzwang. Ausschlaggebend für das schließlich abgelegte Geständnis ist die vom Princeps in Aussicht gestellte Möglichkeit, durch Wahrheitsbekenntnis das eigene Leben zu retten.
Wie bereits in der älteren Überlieferung wird der Hochstapler trotz seines Eingeständnisses zur Strafe in den Dienst der Rudersklaven überstellt. Aus den antiquitates geht darüber hinaus hervor, dass der eigentliche Initiator der Täuschung – der spiritus rector – hingerichtet wird. Beide Berichte stimmen in ihrem Ende überein: Augustus erachtet es als gerecht, dass die törichten Juden von Melos, die dem Betrüger allzu leichtgläubig Vertrauen geschenkt hatten, durch die Affäre einen erheblichen finanziellen Verlust erleiden mussten, und bürdet ihnen keine zusätzliche Strafe auf.

## Die Frage nach den Hintergründen der Geschichte
Die Hintergründe der Affäre um den falschen Alexander lassen sich nur schwer rekonstruieren, da die Darstellung stark literarisch stilisiert ist. Eine klare Trennung zwischen historischen Vorgängen und Ausschmückung ist nicht möglich, allerdings wirkt insbesondere die Figur des Hochstaplers überzeichnet. Auch seine Entlarvung durch Augustus bzw. Celadus erscheint zu konstruiert, um als historisch zuverlässig gelten zu können.
Thomas Grünewald sieht im anonymen Komplizen des falschen Alexander den Drahtzieher eines politischen Komplotts gegen die herodianische Dynastie. Im Gegensatz zum Hochstapler, der keine erkennbare Verbindung zum Königshaus hatte, war der Hintermann nach Josephus mit den höfischen Verhältnissen bestens vertraut. Grünewald vermutet daher, es habe sich bei dem Hintermann um einen Sklaven oder Freigelassenen gehandelt, der dem Hingerichteten nahestand, in der Tötung des Prinzen ein Unrecht sah und aus Rache handelte. Der falsche Alexander sei lediglich als Werkzeug in einem Täuschungsmanöver eingesetzt worden, das nicht finanzielle, sondern dynastische Ziele verfolgte und sich letztlich gegen die politische Ordnung Iudaeas gerichtet habe. Dies offenbare sich besonders in der Passage, in der der falsche Alexander in den Worten des Hintermannes angibt, er wolle verhindern, dass die Familie der Mariamne völlig ausgelöscht werde. Augustus’ Entscheidung, den Hintermann hinrichten zu lassen und dem falschen Alexander das Leben zu schenken und nur auf die Ruderbank zu schicken, wertet Grünewald als Indiz dafür, dass die kaiserliche Seite die Rollenverteilung im Komplott erkannt hat.